# Rubus feddei
Rubus feddei là loài thực vật có hoa trong họ Hoa hồng. Loài này được H. Lév. & Vaniot miêu tả khoa học đầu tiên năm 1910.